# San Gregorio di Catania
San Gregorio di Catania (San Grigoriu trong tiếng Sicilia;) là một đô thị ở tỉnh Catania trong vùng Sicilia, có khoảng cách khoảng 170 km về phía đông nam của Palermo và cách khoảng 7 km về phía đông bắc của Catania. Tại thời điểm ngày 31 tháng 12 năm 2004, đô thị này có dân số 10.785 người và diện tích là 5,6 km².
San Gregorio di Catania giáp các đô thị: Aci Castello, Catania, San Giovanni la Punta, Tremestieri Etneo, Valverde.